# Valdemanco del Esteras
Valdemanco del Esteras ist ein Dorf und eine spanische Gemeinde (municipio) mit 163 Einwohnern (Stand: 2024) im Südosten der historischen Landschaft La Mancha in der Provinz Ciudad Real in der Region Kastilien-La Mancha in Zentralspanien. 

## Lage und Klima
Valdemanco del Esteras liegt etwa 75 Kilometer westlich von Ciudad Real in einer Höhe von ca. 570 m. Das Klima ist meist trocken und warm; der Regen fällt überwiegend in den Wintermonaten.

## Bevölkerungsentwicklung
| Jahr      | 1970 | 1981 | 1991 | 2001 | 2011 | 2021 |
| Einwohner | 569  | 351  | 343  | 282  | 223  | 164  |

Infolge der Mechanisierung der Landwirtschaft, der Aufgabe bäuerlicher Kleinbetriebe („Höfesterben“) und der dadurch ausgelösten „Landflucht“ ist die Einwohnerzahl des Dorfes in der zweiten Hälfte des 20. Jahrhunderts deutlich gesunken.

## Sehenswürdigkeiten

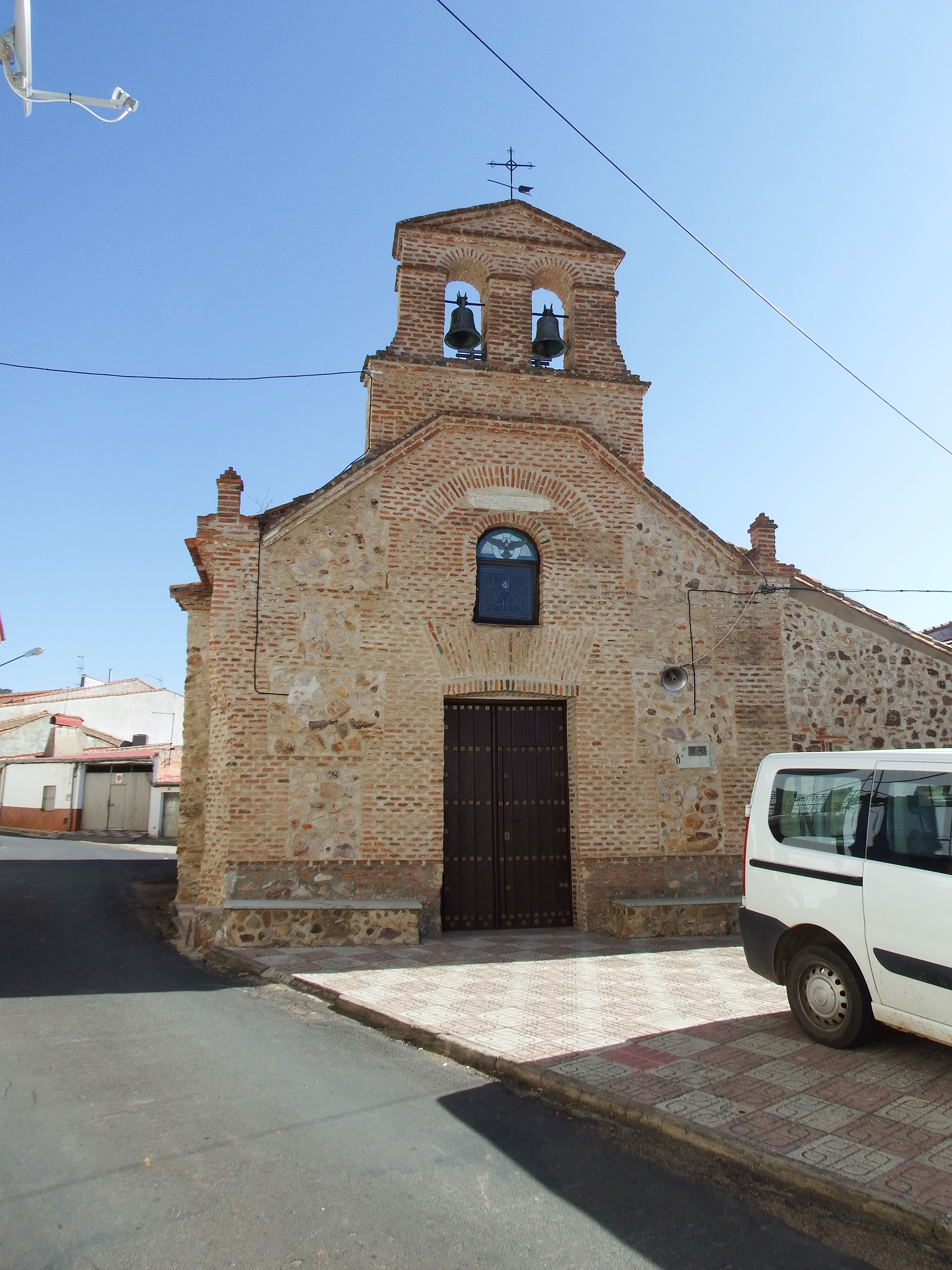
Marienkirche
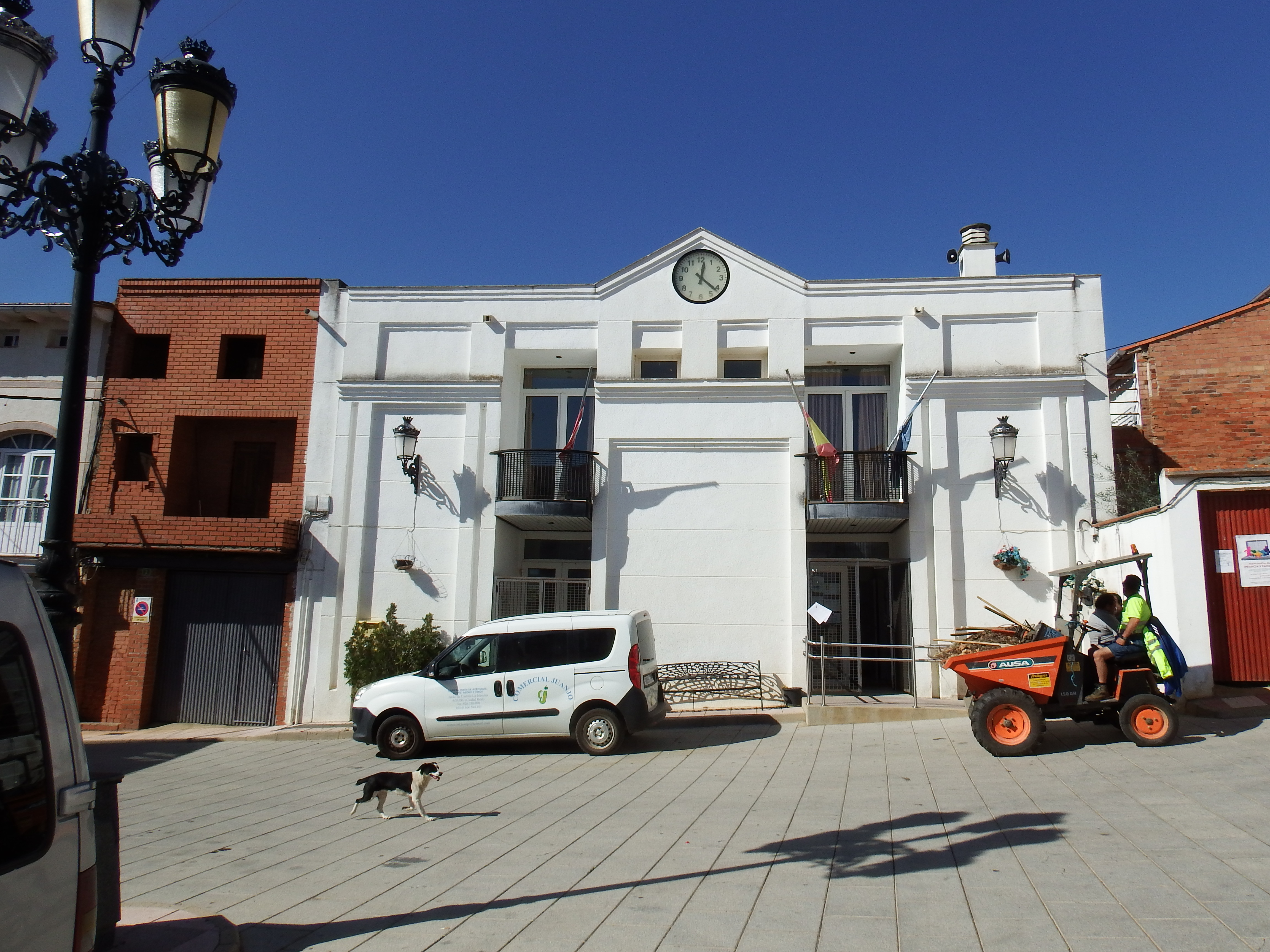
Mühlenruine

- Marienkirche
- Rathaus